# Katri Ylander (album)
Katri Ylander è l'album di debutto della cantante finlandese omonima. Ha venduto circa 25 000 copie in Finlandia, dove è stato certificato disco d'oro.

## Tracce
1. Ei kiinnosta – 3:30
2. Vuorollaan – 3:47
3. Onko vielä aikaa? – 3:21
4. Mansikkamäki – 3:02
5. Hyvästit ja huutomerkit – 3:48
6. En koskaan – 3:41
7. Särkymätön sydän – 3:08
8. Tukehdun – 3:34
9. Aamuaurinkoon – 4:14
10. Virheetön – 4:00
11. Viereesi jään – 3:27
12. Piste – 3:36
13. Pari kaunista sanaa – 3:26

## Classifiche
| Classifica (2006) | Posizione massima |
| ----------------- | ----------------- |
| Finlandia         | 3                 |